# Benito de Trelles
Benito de Trelles Coaña y Villamil, I marqués de Torralba (Serandinas, Asturias, 4 de abril de 1613 — Madrid, 7 de noviembre de 1682) fue un noble español del siglo XVII, caballero de la Orden de Santiago, señor de la villa de Valdeavellano y de varios feudos en Cerdeña y Sicilia. Fue oidor en este reino y en el de Nápoles, presidente del Concejo de la Mesta, ministro de toga del Consejo y Cámara de Castilla, regente del Colateral de Nápoles y del Supremo de Italia y su alguacil mayor perpetuo. El rey Felipe IV le concedió los títulos de marqués de Torralba (1650) y príncipe de la Sala de Partinico (1660). 

## Biografía
De antiguo e hidalgo linaje del occidente de Asturias, nació el 4 de abril de 1613 en la casa del mayorazgo de los Trelles, sita en el concejo de Boal, y fue bautizado el siguiente día 10, fiesta de San Benito, en la parroquial de Santa Marina de Serandinas. Fue hijo segundón de Gonzalo Méndez de Trelles y Coaña, señor de dicha casa y de la de Meiro (en la parroquia de Santiago de Folgueras, concejo de Coaña) y de Catalina Suárez de Trelles e Infanzón, su mujer, natural de lugar de Pumarín en la feligresía de San Juan de Trelles, también en Coaña.
Fueron sus abuelos Lope Suárez de Trelles y Villamil, natural de Serandinas, señor de las mismas casas (y descendiente también de la de Villamil en la parroquia de San Andrés de Serantes del actual concejo de Tapia de Casariego, entonces Castropol), y Leonor Alfonso de Lantoira, de la casa de Lantoira en la parroquia castropolense de San Juan de Moldes. Y los maternos, Suero González de Trelles, señor de la casa de este linaje en Pumarín, y María Alfonso Infanzón, descendiente de la casa de Lamabona en la feligresía de San Antolín de Villanueva y concejo de Navia.
Tuvo por hermano primogénito a Lope Suárez de Trelles Coaña y Villamil, capitán de milicias, que sucedió en las casas de su padre y casó con Inés de Trelles y Sierra, señora de la casa del Rubieiro en la parroquia coañesa de San Cosme de Villacondide, hija y sucesora de Lope Méndez de Trelles. Con descendencia que volvió a emparentar con la de Benito.
Bajo la protección de un tío sacerdote, hizo estudios de latinidad en Villacondide e inició la carrera de Leyes en la Universidad de Oviedo, y desde 1636 fue colegial del Mayor de Oviedo en la de Salamanca, donde se licenció.
En 1643 pasó a Nápoles, nombrado oidor del Consejo de Santa Clara, del que llegaría a ser presidente. Entre 1647 y 1651 tomó parte en sofocar varias revueltas en la ciudad y reino de Nápoles, a las órdenes del virrey duque de Arcos. Y desde 1649 fue consultor del reino de Sicilia.
En 1652, tras cruzarse de santiaguista, fue nombrado regente del Consejo Colateral de Nápoles. Y desde 1653 fue regente por esta provincia del Consejo Supremo de Italia. Desempeñó este importante cargo durante diez años, obteniendo a perpetuidad el oficio de alguacil mayor del Consejo.
Pasó a Madrid en 1663, y el 6 de enero del año siguiente fue nombrado ministro de toga del Consejo de Castilla. Entre los años 1664 y 1666 fue gobernador de la Sala de Alcaldes de la Casa y Corte. Como consejero de Castilla, presidió por turno el Concejo de la Mesta de 1672 a 1674. Perteneció a la Cámara de Castilla desde el 6 de diciembre de 1672. En Madrid fundó el Hospicio de esta villa.
Falleció en Madrid, colación de San Martín, el 7 de noviembre de 1682, y fue enterrado en el Colegio de Doña María de Aragón (actual palacio del Senado). Había testado en la misma villa el 26 de octubre de 1682, fundando un grueso mayorazgo en favor de su primogénito, con real licencia de Carlos II dada en 1673. Señalaba para integrarlo el estado y título de príncipe de la Sala de Partinico, la jurisdicción de Valdeavellano, el alguacilazgo del Consejo de Italia y cuantiosos juros, censos y bienes raíces que había adquirido en el principado de Asturias, en Villafranca del Bierzo, en el partido de Guadalajara y en otras partes, todo lo cual rentaría más de 20.000 ducados anuales. Después de sus días, este mayorazgo se vio mermado en sus rentas, pero acrecido con el suntuoso palacio de los Duques del Parque, edificado en Oviedo por su nieta Isabel de Trelles y Valdés.

## Obra escrita
- Tratado del recogimiento de los pobres, publicado bajo el seudónimo de Juan Ordóñez.[10]
- Tratado sobre la regia potestad.
- Memorial genealógico de las casas del Conde de Orgaz y sus apellidos de Mendoza, Guzmán y Rojas.
- Alegación en favor de su mujer la Marquesa de Torralba contra el de Bonorba sobre unos feudos.[14]

## Matrimonios y descendencia
Casó en Nápoles con una viuda rica y sin hijos: Teodora Carrillo de Albornoz Carroz y Simó, II marquesa de Bonanaro y poseedora de numerosos feudos en Cerdeña, entre los que destacaban los estados de Bonnanaro y Torralba. A Benito le donó su esposa 20.000 ducados de plata en propiedad, o en usufructo si tuviesen hijos, «en contemplación de dicho matrimonio y de ser su señoría viuda y de más edad». El primer marido de esta señora fue el santiaguista Fernando Azcón, colegial del Arzobispo, que falleció en Nápoles siendo lugarteniente de la Cámara de la Sumaria y regente por esta provincia del Consejo de Italia, cargo que después desempeñó Trelles.
La marquesa de Bonanaro murió de sobreparto, y Benito contrajo segundas nupcias con Isabel María Alliata y Lanza, que trajo en dote 90.000 escudos (de a doce tarines sicilianos). Parte de su dote consistió en algunos feudos en Sicilia, por los que era llamada duquesa del Parque y baronesa de Regiulfo. Era hija de José Alliata Paruta y Gravina, II príncipe de Villafranca y II duque de la Sala de Paruta, caballero de Calatrava, natural y pretor de Palermo, y de Orteca Juana Lanza y Barresi, su mujer, de los condes de Musumele y de Barresi, todo en el reino de Sicilia.
Del primer matrimonio fue unigénita
1. Josefa María de Trelles Simó y Carrillo de Albornoz, II marquesa de Torralba y III de Bonanaro, natural de Gaeta, que testó en 1712. Casó con Lope Fernández de Miranda y Ponce de León (c.1640-1683), II marqués de Valdecarzana, mayordomo mayor de la reina Mariana de Austria. Padres de Sancho Fernández de Miranda y Trelles, III marqués de Valdecarzana.

Y del segundo nacieron:
2. Gonzalo de Trelles y Alliata, duque del Parque y II príncipe de la Sala de Partinico, IV barón de Regiulfo, caballero de Santiago, menino de la reina Mariana de Austria, capitán de caballos corazas en Flandes y primer poseedor del mayorazgo fundado por su padre.[13] Casó en primeras nupcias con Margarita de Palafox y Cardona, que trajo en dote 30.000 ducados, hija de los marqueses de Ariza, y en segundas con Luisa de Valdés y Trelles, su sobrina segunda. De esta tuvo por hija y sucesora a Isabel María de Trelles y Valdés, duquesa del Parque y III princesa de la Sala de Partinico.[3]
3. Y Juana de Trelles y Alliata, que llevó en dote 70.000 ducados al casar con José de Mendoza Rojas Guzmán y Sandoval, VII conde de Orgaz, prestamero mayor de Vizcaya, de quienes nacieron Agustín, María y Josefa de Mendoza y Trelles, que se titularon VIII, IX y X condes de Orgaz, respectivamente.[3]